# Said Mustafov
Said Mustafov (Konop, Bulgaria, 13 de marzo de 1933) es un deportista búlgaro retirado especialista en lucha libre olímpica donde llegó a ser medallista de bronce olímpico en Tokio 1964.

## Carrera deportiva
En los Juegos Olímpicos de 1964 celebrados en Tokio ganó la medalla de bronce en lucha libre olímpica estilo peso ligero-pesado, tras el luchador soviético Aleksandr Medved (oro) y el turco Ahmet Ayık (plata).